# Хлопонин (хутор)
Хлопо́нин — хутор в Отрадненском районе Краснодарского края. Входит в состав Малотенгинского сельского поселения.

## Население
| 2002 | 2010 |
| ---- | ---- |
| 161  | ↘124 |

## Улицы
На хуторе имеется одна улица — Полевая.